# Shivta

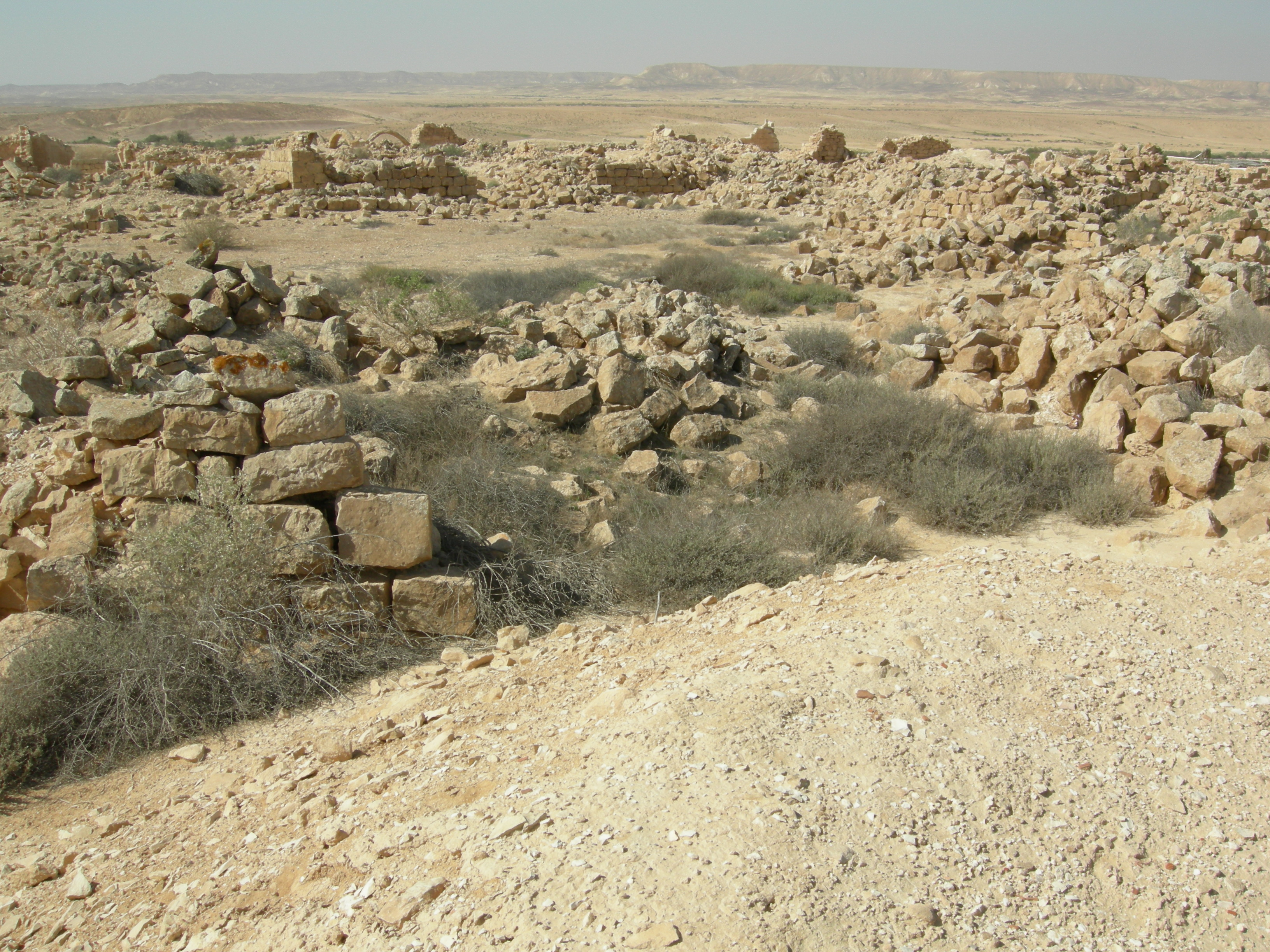
Khu nhà ở lân cận Shivta.

Shivta hoặc Sobota (tiếng Hebrew: שבטה), là một di tích khảo cổ ở phía đông thành phố Nitzana, trong vùng hoang mạc Negev, miền nam Israel.
Thành phố này từ lâu đã được coi như thành phố cổ điển của người Nabataean và trạm chót của tuyến đường buôn bán đồ gia vị thời xưa. Ngày nay các nhà khảo cổ coi thành phố này có thể thực sự là thuộc địa nông nghiệp của Đế quốc Byzantine và là trạm nghỉ ngơi cho những người hành hương tới tu viện thánh Catarina được cho là ở trên núi Sinai, Ai Cập.
Việc đánh giá mới về Shivta dựa trên sự phân tích hệ thống dẫn nước tưới tiêu ở đây, tương đương với các cấu trúc Byzantine ở nơi khác. Cho tới nay, cái nổi bật của các tàn tích Byzantine được cho là di tích của một tu viện, được xây dựng trên di tích của một thành phố của người Nabataean trước kia.
Di tích Shivta gồm 3 nhà thờ Byzantine, một nhà ép nho, khu nhà ở và các tòa nhà hành chính. Sau khi người Ả Rập chiếm thành phố vào thế kỷ thứ 7, Shivta bắt đầu giảm dân số. Cuối cùng thành phố bị bỏ hoang vào thế kỷ thứ 8 hoặc thứ 9.
Cùng với 3 thành phố Haluza, Mamshit và Avdat, Shivta đã được UNESCO công nhận là di sản thế giới từ tháng 6 năm 2005.